# Kalînivka, Novotroiițke
Kalînivka (în ucraineană Калинівка) este un sat în comuna Oleksandrivka din raionul Novotroiițke, regiunea Herson, Ucraina.

## Demografie
Componența lingvistică a localității Kalînivka
     Ucraineană (96,2%)
     Rusă (3,8%)
Conform recensământului din 2001, majoritatea populației localității Kalînivka era vorbitoare de ucraineană (96,2%), existând în minoritate și vorbitori de rusă (3,8%).